# Parafilaroides hydrurgae
Parafilaroides hydrurgae is een rondwormensoort uit de familie van de Filaroididae. De wetenschappelijke naam van de soort is voor het eerst geldig gepubliceerd in 1955 door Mawson.